# Garcia de Sá
Dom Garcia de Sá (* ca. 1486 in Porto, Portugal; † 13. Juni 1549 in Goa, Estado da India, heute Indien) war der 14. Generalgouverneur Portugiesisch-Indiens bzw. des Estado da India von Juli 1548 bis Juni 1549 für ca. elf Monate
Seine Amtszeit war geprägt von der Liberalisierung des Handels in Goa, die er als erfahrener Kaufmann glaubhaft durchsetzen konnte. Auch eroberte er die Regionen Bardez und Salcete für den Estado da India. Während seiner Amtszeit trat der König von Tananore dem Christentum bei.
Garcia de Sá starb am 13. Juni 1549 in Goa und ist dort in der Kirche Nossa Senhora do Rosario beigesetzt.